# GPR78
GPR78 (англ. G protein-coupled receptor 78) – білок, який кодується однойменним геном, розташованим у людей на короткому плечі 4-ї хромосоми.  Довжина поліпептидного ланцюга білка становить 363 амінокислот, а молекулярна маса — 39 332.
| 10         |  | 20         |  | 30         |  | 40         |  | 50         |
| ---------- |  | ---------- |  | ---------- |  | ---------- |  | ---------- |
| MGPGEALLAG |  | LLVMVLAVAL |  | LSNALVLLCC |  | AYSAELRTRA |  | SGVLLVNLSL |
| GHLLLAALDM |  | PFTLLGVMRG |  | RTPSAPGACQ |  | VIGFLDTFLA |  | SNAALSVAAL |
| SADQWLAVGF |  | PLRYAGRLRP |  | RYAGLLLGCA |  | WGQSLAFSGA |  | ALGCSWLGYS |
| SAFASCSLRL |  | PPEPERPRFA |  | AFTATLHAVG |  | FVLPLAVLCL |  | TSLQVHRVAR |
| RHCQRMDTVT |  | MKALALLADL |  | HPSVRQRCLI |  | QQKRRRHRAT |  | RKIGIAIATF |
| LICFAPYVMT |  | RLAELVPFVT |  | VNAQWGILSK |  | CLTYSKAVAD |  | PFTYSLLRRP |
| FRQVLAGMVH |  | RLLKRTPRPA |  | STHDSSLDVA |  | GMVHQLLKRT |  | PRPASTHNGS |
| VDTENDSCLQ |  | QTH        |  |            |  |            |  |            |

A: Аланін

C: Цистеїн

D: Аспарагінова кислота

E: Глутамінова кислота

F: Фенілаланін

G: Гліцин

H: Гістидин

I: Ізолейцин

K: Лізин

L: Лейцин

M: Метіонін

N: Аспарагін

P: Пролін

Q: Глутамін

R: Аргінін

S: Серин

T: Треонін

V: Валін

W: Триптофан

Кодований геном білок за функціями належить до рецепторів, g-білокспряжених рецепторів, білків внутрішньоклітинного сигналінгу. 
Задіяний у такому біологічному процесі як поліморфізм. 
Локалізований у клітинній мембрані, мембрані.